# Confédération nationale du logement
Pour les articles homonymes, voir CNL.
 (avril 2017).
Si vous disposez d'ouvrages ou d'articles de référence ou si vous connaissez des sites web de qualité traitant du thème abordé ici, merci de compléter l'article en donnant les références utiles à sa vérifiabilité et en les liant à la section « Notes et références ».
La Confédération nationale du logement (CNL) est une association française loi de 1901, née pendant la Première Guerre mondiale, en 1916. Elle est aujourd’hui présente dans la plupart des régions et départements français et regroupe plus de 4 600 amicales locales. La CNL compte environ 70 000 familles adhérentes. Elle est fondée sur le principe selon lequel toute personne doit pouvoir accéder à un logement à la fois sûr, sain et accessible quels que soient ses moyens, couramment appelé « droit au logement ». Elle peut aujourd’hui se prévaloir d’une forte présence dans les élections des représentants des locataires dans les HLM avec plus de 800 représentants élus aux Conseils d'administration des organismes HLM et EPL. Depuis 1973, cette association a élargi son champ d’action en s’ouvrant également aux personnes accédant à la propriété de leur logement. L’argument avancé pour cela est qu’il s’agit finalement de « locataires des banques ».
Depuis 1980, la CNL est une association agréée de consommateurs. Elle milite pour la préservation du pouvoir d'achat et l'amélioration de la vie quotidienne des familles. Elle est classée comme proche du Parti communiste. Au cours des élections législatives de 2024, la CNL rejoint le Nouveau Front populaire.
La CNL siège dans toutes les instances de concertation et de médiation en matière de logement et de consommation.

## Histoire de la CNL

### Naissance et développement dans l'entre-deux-guerres
L'histoire de la CNL débute en plein cœur de la Première Guerre mondiale. 
Entre 1916 et 1939, nous assistons à trois phénomènes majeurs pour la CNL : un processus d'unification progressive des différentes mouvances militantes du logement, l'élaboration d'une première base programmatique et la transformation de son rapport au politique. 	
C'est le 11 avril 1916 que se tient le congrès constitutif de «l' Union fédérale des locataires de France et des colonies », inaugurant la vague de regroupements des années 1920. En plein cœur de la guerre, sans doute encouragés par la situation difficile à l'arrière sur les questions de logement, qui pousse même le gouvernement à promulguer un moratoire sur les loyers, les représentants de différentes fédérations, structures locales et petites associations de locataires décident de s'unir, non sans mal. 
Ces différentes structures sont marquées alors par les trois grandes idéologies de la gauche de l'époque, qui se retrouvent à peu près à égalité numérique tout au long des années 1920 : l'anarcho-syndicalisme, les socialistes « réformistes » (qui poursuivent après la guerre leur engagement dans la « Vieille maison » SFIO) et les socialistes « révolutionnaires » qui rejoignent à Tours la Section française de l'Internationale communiste (SFIC – PCF). Malgré la volonté affichée de favoriser l'union de tous, les années 1920 sont marquées par les divisions, les exclusions et les réunifications, à l'instar de la purge des « éléments réformistes » parisiens en 1922 ou de l'exclusion des communistes entre 1925 et 1962. 	
En dépit des tensions internes, l'Union confédérale des locataires (fondée en 1919) constitue au cours de l'entre-deux-guerres un premier corpus revendicatif, qui n'est pas sans incidences sur l'histoire de l'organisation après 1945. Se pensant au départ comme l'organisme de défense du moratoire sur les loyers et revendiquant la fin du paiement d'avance3, l'UCL ne tarde pas à élargir sa mission en considérant le logement comme « Service public » (L'éveil des locataires, Automne 1919, repris par le Parti communiste français en 1929 sous forme d'un programme, « Le logement, service public ») et en exigeant très rapidement le « droit au logement » (éditorial de Dieulle, secrétaire général de l'UCL, paru dans Le Réveil des locataires, printemps 1923). L'hygiène est aussi une préoccupation grandissante, rejoignant sur ce point les désirs de la bourgeoisie réformiste, sans pourtant considérer la résolution du mal-logement et des problèmes sanitaires comme vecteurs de paix sociale. 	
En 1936, le Front populaire suscite de grands espoirs dans l'organisation. Ces espoirs sont cependant rapidement déçus et l'UCL dénonce par une caricature de 1937 le « wagon oublié » des lois de 1936 : les loyers, les revendications des HBM (habitations bon marché), le mal-logement ou encore la santé.	
L'entre-deux-guerres est enfin une période où les rapports de l'UCL aux institutions et au politique se définissent et s'approfondissent. Du fait de ses origines anarcho-syndicales, qui avaient tendance à assimiler propriétaires et patrons, concevant l'État comme la superstructure de défense et d'extension du régime capitaliste, la transformation du rapport au politique ne se fait pas sans heurts. Malgré les tensions, trois types d'institutionnalisation voient le jour, relatives évidemment si on les compare à celle de la fin du XXe siècle.	
L'UCL joue en effet un rôle important dans les commissions arbitrales de 1918, qui ont pour but de statuer sur les remises de loyer et les échéances à la suite du non-paiement des loyers pendant la guerre4. Paritaires – composées de deux représentants des propriétaires et de deux représentants des locataires – elles s'apparentent cependant plus pour l'UCL à des « prud'hommes du logement », forme de syndicalisme déjà connue avant-guerre.	
Le rapport aux municipalités se modifie également, en partie sous l'impulsion des municipalités communistes en extension autour de Paris. Bien que la candidature à une quelconque élection de militants de l'organisation reste parfois considérée comme une trahison (en témoigne déjà l'exclusion de Cochon en 1912) ou une instrumentalisation de l'organisation, l'UCL noue progressivement des liens forts avec les équipes municipales. 	
Enfin, l'organisation modifie son rapport aux institutions du logement, en particulier sur la question des Habitations bon marché (HBM) qui devient centrale dans l'organisation. Elle encourage même, à la fin de la période, la création d'une Fédération des locataires HBM, dont le premier congrès se tient les 25 et 26 mars 1939, HBM conçus comme le premier pas vers un « service public du logement ». 	
Cependant, ces efforts avortent rapidement. Considérée comme proche des milieux communistes et anarchistes, l'organisation est interdite à l'automne 1939 à la suite du décret-loi du 26 septembre 1939, poussant une partie de ses militants dans la clandestinité.

### Libération et reconstitution de la CNL
Au lendemain de la guerre, la CNL participe au vaste effort de Reconstruction, dans le cadre d'un consensus national hérité du traumatisme de six années d'occupation. La situation du logement est exceptionnelle : 550 000 logements détruits, 1,5 million endommagés sur l'ensemble du territoire auxquels s'ajoutent les logements insalubres.  
Cette situation inédite conduit l'État à faire preuve d'un volontarisme marqué : dès 1945, une ordonnance est adoptée afin de définir les « mesures exceptionnelles et temporaires en vue de remédier à la crise du logement », et instaure même un droit de réquisition. Considérée comme insuffisante par la CNL, cette ordonnance reste malgré tout le point de départ d'une législation en pleine expansion.  
Trois lois sont emblématiques de la politique du logement dans l'après-guerre : « la loi du 3 septembre 1947 qui restructure le service public du logement, la loi du 1er septembre 1948 qui réglemente les loyers et la loi du 21 juillet 1950 qui instaure un nouveau financement du logement social ». Face à ces changements, la CNL se transforme, tant dans ses méthodes d'action que dans son programme. Sortie de la clandestinité en octobre 1944, elle ne tarde pas à se reconstruire officiellement, en juin 1945. Ses dirigeants restent dans la lignée de l'entre-deux-guerres, tandis que se renforce l'implantation communiste, héritage probable de la Résistance. Se succèdent à la présidence Ramigeon, de 1944 à 1947, ancien militant de l'UCL et colonel dans les FFI, puis Adrien Huzard, de 1947 à 1969, ancien militant des Jeunesses communistes et de la CGTU, résistant déporté à Mauthausen en 1941. 
Malgré cette apparente continuité, l'organisation est en pleine mutation. Lors de son congrès de 1946, elle change de nom et devient Confédération nationale des locataires et des usagers du gaz et de l'électricité (CNL). Elle adopte un slogan, « Réparer, reloger et construire », et modifie la une du Réveil des locataires : de l'image de Monsieur Vautour, elle passe à celle d'une femme protégeant un village des vautours qui planent dans le ciel. Première évolution des thèmes qui conduira lentement l'organisation à abandonner la stigmatisation du propriétaire pour mettre l'accent sur les responsabilités politiques. C'est ainsi que tout naturellement elle prend une place de premier ordre parmi les représentants des locataires aux conseils d'administration des HBM, en vertu de la loi du 3 septembre 1947. Il reste à déterminer dans quelle mesure la CNL a pris en compte la grande enquête de 1946 sur les désirs des Français en matière de logement : naturellement réticente à l'accession à la propriété, la CNL se voit alors confrontée à une certaine rupture avec une large majorité des classes populaires censées être son assise. 
La CNL s'ouvre également, non sans mal, aux autres composantes militantes du logement en expansion entre 1945 et 1950. Elle participe ainsi, malgré des ambiguïtés idéologiques, aux squats marseillais de 1946 et suit de près les actions des castors. 

### La CNL dans la guerre froide
L'entrée de la France dans la guerre froide, qui conduit au départ des ministres communistes du gouvernement, semble briser l'élan de la CNL. Différents facteurs mettent l'organisation en difficulté, dont elle ne parvient à se sortir réellement qu'en 1960. Accusée fréquemment d'être un satellite du PCF, elle voit ses effectifs se tasser. Progressivement, son centre de gravité se déplace sur les quartiers d'habitat social, tandis que le nombre d'adhérents diminue dans le parc locatif privé.	
Sur le plan politique, la CNL est aussi mise à l'épreuve. Face au volontarisme de l'État, symbolisé par les grands plans (Monnet, Courant, 1% logement et surtout l'action d'Eugène Claudius-Petit), la Confédération ne parvient pas à modifier en profondeur son programme et se voit renvoyée peu à peu à une image du passé et à des mobilisations en déclin.
La CNL est enfin confrontée à deux défis qu'elle peine à relever : la concurrence de l'abbé Pierre et la situation dans les bidonvilles. La campagne de l'abbé Pierre de l'hiver 1954 est accueillie de façon mitigée par la CNL. Elle déclare important que d'autres viennent confirmer les idées avancées par l'organisation depuis plusieurs années, tout en refusant les expédients ou la charité comme mode opératoire. Les militants de la CNL, à l'instar d'une partie de la gauche et particulièrement des communistes, apparaissent aussi en difficulté face à la situation dans les bidonvilles : face à la présence forte des catholiques, à travers Emmaüs et surtout Aide à toute détresse (ATD), la CNL ne s'impose pas comme un acteur majeur dans les bidonvilles.
Si la CNL commence à faire sa mue politique, en particulier perceptible dans le Réveil des locataires qui fait disparaître les propriétaires de la une en 1949 pour passer à des questions plus politiques, ce n'est réellement qu'en 1960, au moment du congrès, que se situe la rupture.
Le congrès de Metz est considéré par l'organisation comme un congrès de référence. En 1960, la CNL se donne un nouveau visage : d'organisation de défense, elle apparaît comme une organisation de propositions, comme une organisation capable de porter une véritable politique du logement. En quatre points, elle définit un programme politique en faveur du logement populaire : la création d'un fonds national HLM, la sauvegarde et l'amélioration de l'habitat, l'utilisation de l'habitat existant et la réforme de l'allocation logement. Elle met ainsi en cohérence des éléments jusqu'alors dispersés, et ce document lui sert de base lors de sa première audition au Conseil économique, en 1960. La CNL parvient alors à endiguer le déclin militant, et augmente son audience et ses adhésions tout au long des années 1960.
La CNL prend aussi la mesure de la politique du logement social dans un contexte de développement des HLM, moteurs de la construction dans les années 1960, ravissant la première place au logement aidé. Son implantation se renforce et elle conserve la majorité absolue dans les conseils d'administration des HLM… jusqu'à la suppression des CA en 1963, vivement dénoncée par la CNL. Malgré ce revers, la CNL suit de près les évolutions politiques, et salue par exemple le rapport de Guy Houist au Conseil économique et social en 1960, qui encourage la participation des habitants à la promotion et à l'animation de leur lieu de vie.
L'amélioration des conditions de vie, le futur « cadre de vie », est également un thème croissant dans l'organisation. Soucieuse de la qualité de vie des habitants, la CNL mène au début des années 1960 une grande enquête et collectionne les plaintes et les problèmes de logement. Les tensions sont alors très vives entre la CNL et certaines sociétés immobilières, comme la SCIC (Société centrale immobilière de la Caisse des dépôts et consignations) ; et le Réveil des locataires s'en fait l'écho : durant toute l'année 1961, le journal dénonce les hausses des charges, les malfaçons ou le manque d'entretien des parties collectives. Les « Mètres carrés sociaux » (instaurés en 1965) sont aussi salués par l'organisation, même si elle dénonce la faible application de la loi ou le manque de moyen après leur construction.

### La présidence Claude Massu
Souvent en opposition avec les institutions, en particulier la SCIC, la CNL s'affirme néanmoins comme une organisation influente, prête à s'impliquer dans les décisions à tous les niveaux. Les relations s'améliorent alors avec l'Union des HLM, et Claude Massu, secrétaire national de la CNL, entre au comité directeur de l'Union en 1965. Le mouvement de Mai 1968, s'il met en avant de nouvelles pratiques politiques et syndicales, ne semble pas alors constituer un point de rupture dans l'histoire de la CNL.
En prenant comme source majeure le journal de la confédération, la transformation de la CNL franchit une étape en 1969 : en octobre, la formule du journal est entièrement revue et son nom change pour devenir Logement et famille. Cette évolution est renforcée par le changement de nom de l'organisation quatre ans après : de Confédération nationale des locataires, elle devient Confédération nationale du logement. Loin d'être un simple changement de façade, la CNL souhaite par ce geste élargir ses missions pour s'adresser à l'ensemble de la population. L'accession à la propriété prend désormais une place entière au sein de la Confédération, et les copropriétaires sont admis dans la « Section nationale de l'accession à la propriété » en 1973. En réponse aux évolutions des mentalités, la CNL renforce au cours de cette période trois axes de batailles : la participation des habitants, la qualité de la vie et le droit au logement, tout en conservant sa mission traditionnelle de médiateur des relations entre bailleurs et locataires. 
Les années 1970 sont marquées par un vaste débat sur la vie associative et l'évolution des rapports sociaux, en particulier dans les grands ensembles. Face aux problèmes croissants dans les logements en tours et barres, le maître mot devient la participation. C'est dans le parc HLM, lieu majeur de l'implantation de la CNL, qu'elle trouve ses premières applications. 
En 1973, elle change de nom pour laisser place à la Confédération nationale du logement, lors du congrès. Les transformations de ses pratiques et de ses revendications trouvent un prolongement dans l'ouvrage de Claude Massu, publié en 1975, Droit au logement. Mythe ou réalité ? Par cet ouvrage, le président de la CNL semble alors achever la mutation de la CNL, tout en ouvrant des voies nouvelles d'intervention pour les usagers du logement.

## Liste des Présidents de la CNL depuis 1944
| 1944-1946 | Georges Thomazic | Certaines données sont encore manquantes ou incertaines. | Certaines données sont encore manquantes ou incertaines. |

| 1946-1950 | Georges Thomazic |  |  |
| 1950-1969 | Adrien Huzard    |  |  |
| 1969-1973 | Claude Massu     |  |  |

| 1973-1985 | Claude Massu             |  |  |
| 1985-2009 | Jean Pierre Giacomo      |  |  |
| 2009-2013 | Serge Incerti-Formentini |  |  |
| 2013-...  | Eddie Jacquemart         |  |  |